# 石山镇 (海口市)
石山镇是中国海南省海口市秀英区下辖的一个镇。

## 行政区划
石山镇下辖石山墟社区、和平村、扬佳村、道堂村、北铺村、岭西村、施茶村、安仁村、福安村、建新村、美岭村和道育村。